# Schleuse Malz
Die ehemalige Schleuse Malz befindet sich am Kilometer 35,05 des Malzer Kanals (HOW), selten auch Malzer Kanal (West) genannt. Malz ist ein Ortsteil der deutschen Kreisstadt Oranienburg im deutschen Bundesland Brandenburg.

## Geschichte
Zur Überwindung des Höhenunterschiedes zwischen dem früheren Oder-Havel-Kanal und dem Malzer Kanal wurde 1828 in Malz eine Schleuse erbaut und um 1857 noch um eine zweite Schleusenkammer zu einer Schleusengruppe erweitert. Er gehört zu den Vorgängerwasserstraßen des Großschifffahrtsweges Berlin-Stettin. Die Schleusen bildeten den südlichen Abschluss der kanalisierten Havel zwischen den Schleusen Liebenwalde und Malz. Mit der Fertigstellung des Ausbaues des Oder-Havel-Kanals 1914 wurde die Schleuse Malz für den Güterverkehr nicht mehr benötigt. Die ältere Schleuse wurde 1930 stillgelegt und zu einem Wehr umgebaut. 1968 wurde es erneuert. Die Schleuse von 1857 wurde 1975 ebenfalls zu einem Wehr umgestaltet. Schiffe und Boote können die Kanalstufe nicht passieren, sie dient heute nur noch der Wasserstandsregulierung. Eine Schleusenbrücke führt über die Unterhäupter der ehemaligen Zweikammerschleuse. Im Obererwasser der Schleuse am Südufer zwischen dem Oder-Havel-Kanal und der stillgelegten Schleuse befindet sich die Werft Malz. Das Gewässer ist von der Hauptwasserstraße, dem Oder-Havel-Kanal bis zur Werft schiffbar.

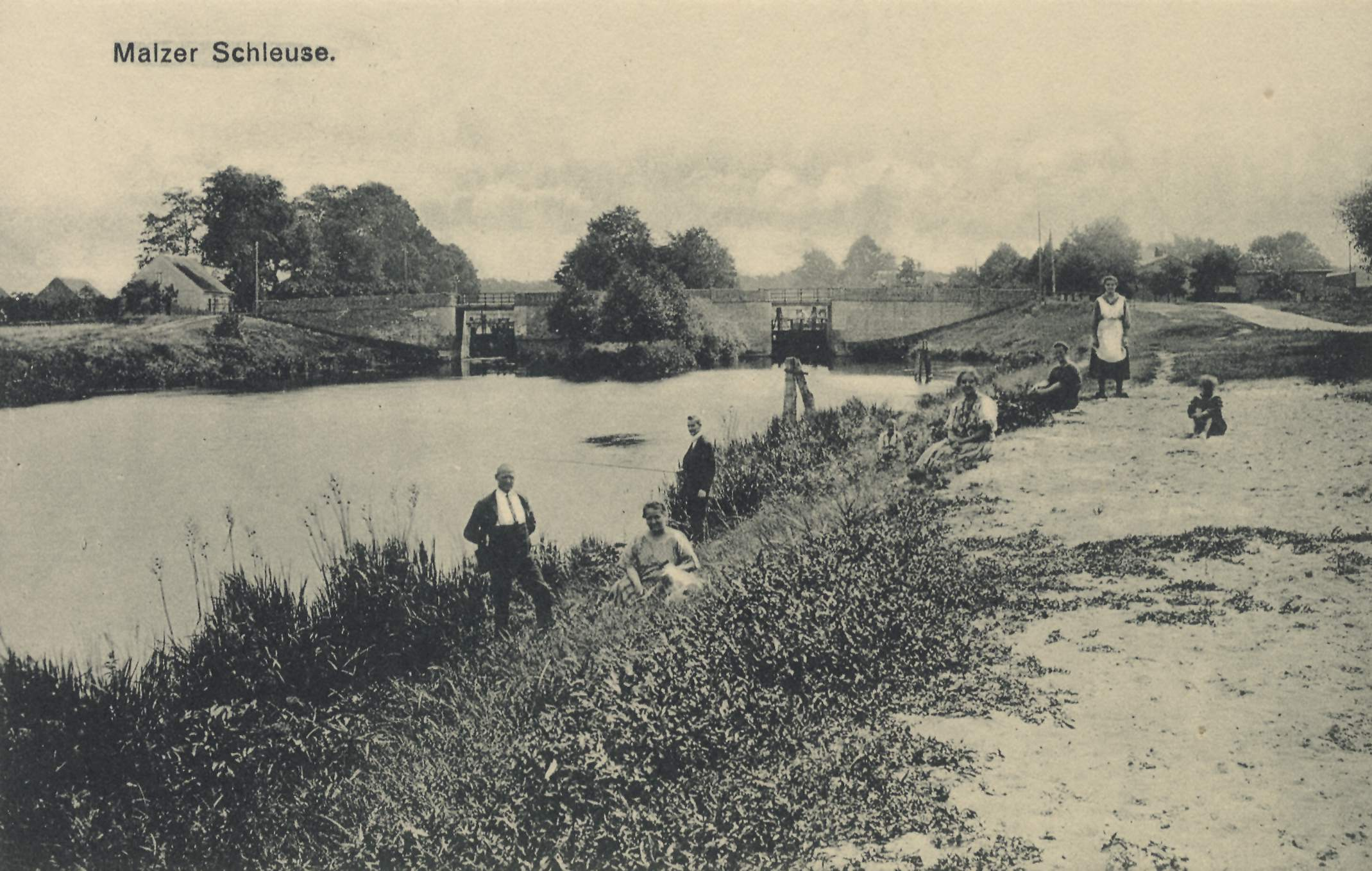
Schleuse Malz um 1900

## Karten
- Folke Stender: Redaktion Sportschifffahrtskarten Binnen 1 + 4. Nautische Veröffentlichung Verlagsgesellschaft, ISBN 3-926376-10-4.
- W. Ciesla, H. Czesienski, W. Schlomm, K. Senzel, D. Weidner: Schiffahrtskarten der Binnenwasserstraßen der Deutschen Demokratischen Republik 1:10.000. Band 4. Herausgeber: Wasserstraßenaufsichtsamt der DDR, Berlin 1988, OCLC 830889996. Seite 113 ff.